# Bajau
Los Bajaus (sama en bajau; bayao en español) son un grupo étnico  originario de la parte meridional de Filipinas, instalados principalmente en el archipiélago de Joló, la península de Zamboanga y Gran Manila.
Se caracterizan por ser un pueblo marinero nómada; algunos de ellos siguen practicando este estilo de vida en la actualidad. Con el tiempo, este grupo étnico emigró a diferentes sectores del archipiélago malayo, instalados principalmente en países como al norte de Malasia, Indonesia y Brunéi debido a conflictos por la obtención de tierras. Tras la conquista española al archipiélago, este grupo étnico tuvo poco contacto, así también por los estadounidenses durante la guerra hispano-estadounidense de 1898.
Son conocidos como los "gitanos del mar" a causa de su estilo nómada, aunque el término se ha utilizado para grupos como los Moken, los Samadilaut y los Jama Mapun. Pueblos originarios del sur de Filipinas que no adoptan estilos tradicionales de vida. Por el contrario, aquellos bajaus que se dedican a la agricultura y ganadería son llamados «vaqueros del mar», y se destacan sus habilidades equinas. Igualmente, los bajaus son conocidos por sus grandes destrezas en el buceo, ya que logran descender hasta 30 metros de profundidad cuando sus cuerpos están totalmente relajados.
La principal fuente económica es la pesca especialmente de los pepinos de mar, utilizados en la preparación de sopas y manjares en países como China.
Al ser nómada, viven en carpas, visten ropa colorida hecha a mano con tela Dastar tradicional, su música y danzas son  similares al de los gitanos, que tienen algo de similitud en las danzas típicas de España como el flamenco. Actualmente existe un enorme apogeo de los bajaus filipinos en la Isla Gaya, frente a las costas de la región de Sabah, muchos de ellos son inmigrantes ilegales en la isla de Malasia. Como una base, con frecuencia de entrar en Sabah y encontrar empleo como trabajadores laborales.

galeria
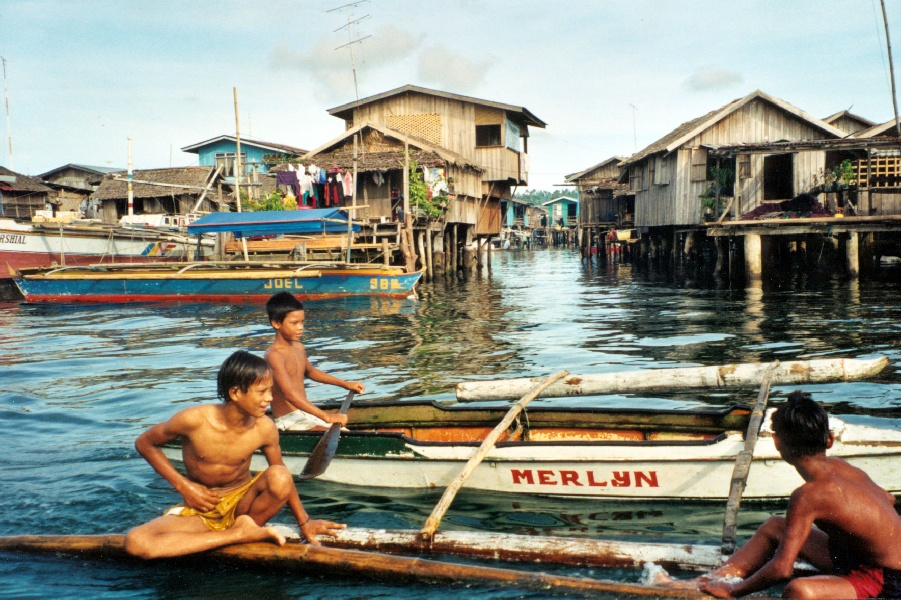
Niños Bajau en Basilan
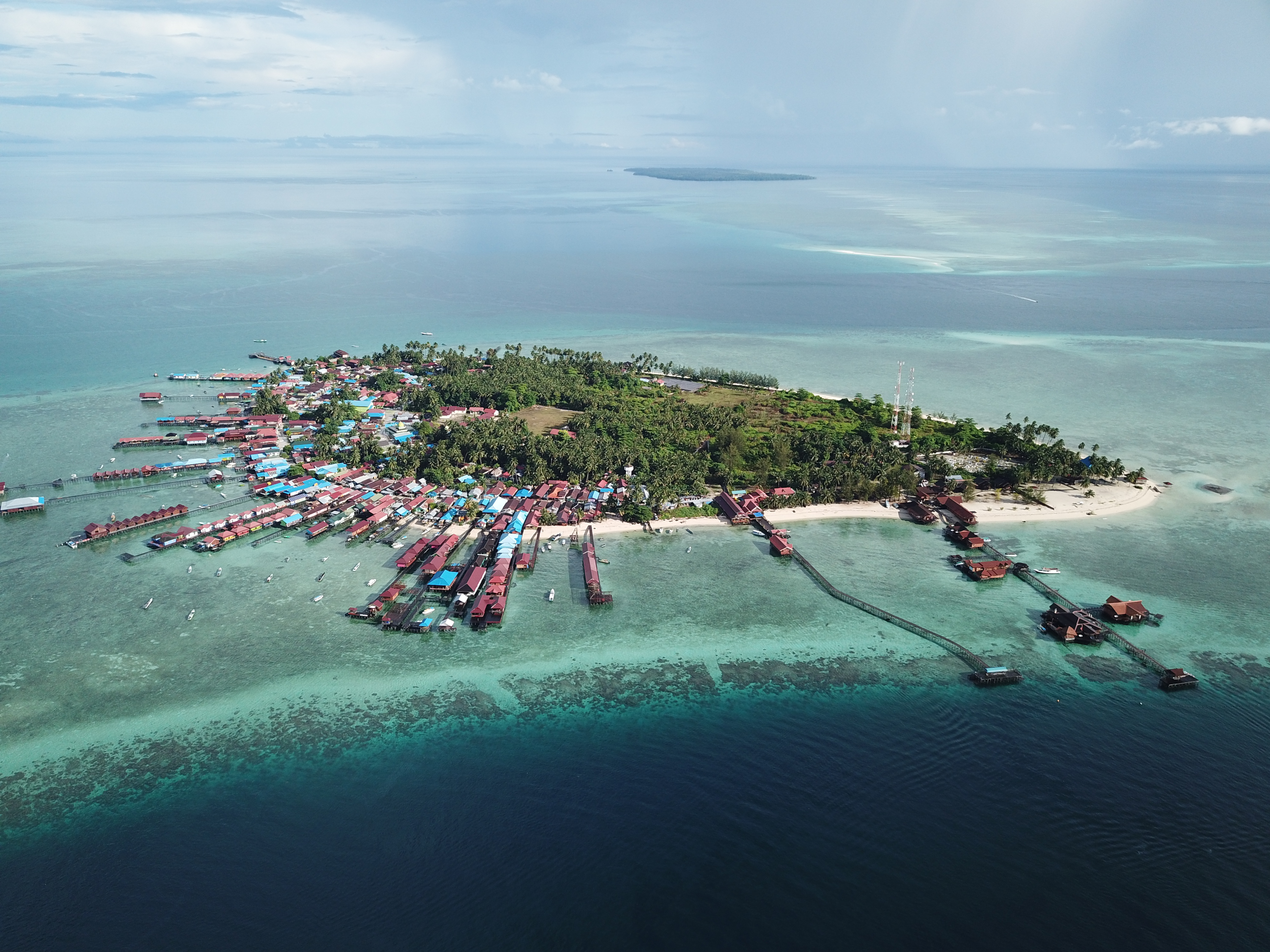
Islas Derawan, uno de los principales asentamientos Bajau frente a la costa de Berau en Indonesia
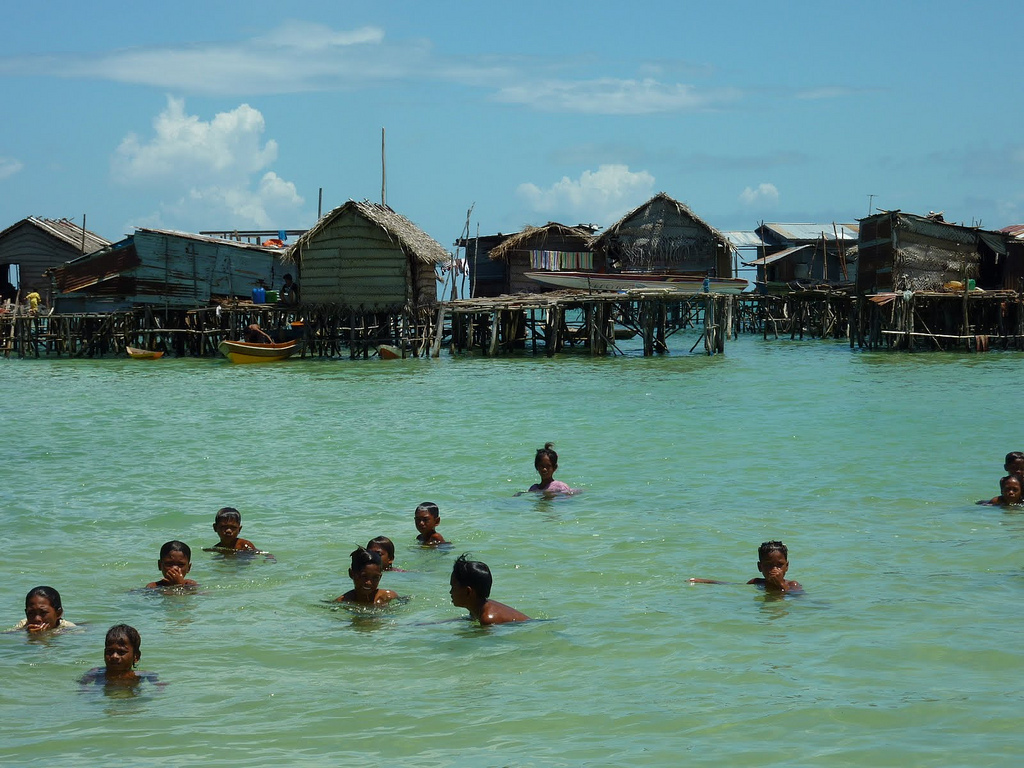
Una aldea flotante Bajau en la Isla Omadal, Sabah, Malasia